# Episodi di The Last Man on Earth (prima stagione)
La prima stagione della serie televisiva The Last Man on Earth è stata trasmessa in prima visione assoluta negli Stati Uniti d'America da Fox dal 1º marzo al 3 maggio 2015.
In Italia la stagione è stata trasmessa in prima visione da Fox Comedy, canale a pagamento della piattaforma satellitare Sky, dal 28 aprile al 7 luglio 2015.
| nº | Titolo originale               | Titolo italiano            | Prima TV USA   | Prima TV Italia |
| -- | ------------------------------ | -------------------------- | -------------- | --------------- |
| 1  | Alive in Tucson                | Sopravvissuto a Tucson     | 1º marzo 2015  | 28 aprile 2015  |
| 2  | The Elephant in the Room       | L'elefante nella stanza    | 1º marzo 2015  | 28 aprile 2015  |
| 3  | Raisin Balls and Wedding Bells | Uvetta e campane natalizie | 8 marzo 2015   | 5 maggio 2015   |
| 4  | Sweet Melissa                  | Dolce Melissa              | 15 marzo 2015  | 5 maggio 2015   |
| 5  | Dunk the Skunk                 | Schiaccia il furbacchione  | 22 marzo 2015  | 12 maggio 2015  |
| 6  | Some Friggin' Fat Guy          | Un tipo grosso grosso      | 22 marzo 2015  | 19 maggio 2015  |
| 7  | She Drives Me Crazy            | Lei mi fa impazzire        | 29 marzo 2015  | 26 maggio 2015  |
| 8  | Mooovin' In                    | Trasloco                   | 29 marzo 2015  | 2 giugno 2015   |
| 9  | The Do-Over                    | Ricominciare               | 12 aprile 2015 | 9 giugno 2015   |
| 10 | Pranks for Nothin'             | Zuffe per nulla            | 12 aprile 2015 | 16 giugno 2015  |
| 11 | Moved to Tampa                 | Trasferito a Tampa         | 19 aprile 2015 | 23 giugno 2015  |
| 12 | The Tandyman Can               | La lattina di Tandy        | 26 aprile 2015 | 30 giugno 2015  |
| 13 | Screw the Moon                 | Al diavolo la Luna         | 3 maggio 2015  | 7 luglio 2015   |

## Sopravvissuto a  Tucson
- Scritto da: Will Forte
- Diretto da: Phil Lord & Christopher Miller

### Trama
Phil Miller è l'ultimo uomo sulla Terra dopo che un ignoto virus ha sterminato la razza umana. Dopo aver cercato segni di vita in tutti gli Stati Uniti, Phil torna nella sua città natale Tucson, Arizona, dove passa le sue giornate a bere, guardare film e masturbarsi con riviste pornografiche. Dopo due anni di solitudine Phil decide di suicidarsi, ma prima di riuscire nel suo intento avvista del fumo all'orizzonte e si dirige verso di esso, sperando di trovare qualcuno, o meglio, una donna. Incontra così Carol Pilbasian, l'ultima donna sulla terra, la quale ha visto le scritte "Alive in Tucson" ("c'è vita a Tucson") lasciate in giro da Phil e si è accampata nel deserto per cercarlo.
- Altri interpreti: Kristen Schaal (Carol) Alexandra Daddario ("Carol")
- Ascolti USA: telespettatori 5.700.000.[4]

## L'elefante nella stanza
- Scritto da: Andy Bobrow
- Diretto da: Phil Lord & Christopher Miller

### Trama
Carol cerca di insegnare a Phil a comportarsi nuovamente come un essere civile, a rispettare i segnali stradali durante la guida e a non usare la piscina di casa per fare i suoi bisogni, ma l'impresa non è facile, poiché Phil e Carol non riescono ad andare d'accordo. Carol crede che lei e Phil abbiano il compito di ripopolare la Terra come dei novelli Adamo ed Eva, ma Phil è restio ad andare a letto con lei. Dopo aver riflettuto Phil aiuta Carol a costruire un orto per poter cominciare a mangiare più sano e a fare l'amore con lei per ripopolare la Terra. Ma Carol vuole sposarsi prima di avere rapporti sessuali e Phil, suo malgrado, è costretto ad accettare. 
- Ascolti USA: 5.670.000.[4]

## Uvetta e campane natalizie
- Scritto da: Emily Spivey
- Diretto da: Jason Woliner

### Trama
Carol e Phil sono pronti a sposarsi, e Carol vuole che tutto sia perfetto. L'unico compito di Phil è di trovare gli anelli, ma arrivato all'altare si ricorda di non averli presi. Carol, offesa, se ne va senza dire nulla; dopo alcune ore Phil comincia a essere preoccupato per l'amica e capisce di essersi comportato male. Dopo aver fatto pace i due si sposano e, tornati a casa, passano insieme la notte. Nei giorni seguenti Phil mostra a Carol tutti i vari modi in cui passare il tempo, dall'incendiare gli oggetti al girare per le strade a bordo di un rullo compattatore. Mentre tornano a casa però si scontrano con una limousine guidata da una bellissima ragazza, che Phil guarda con occhi sognanti.
- Altri interpreti: January Jones (Melissa)
- Ascolti USA: telespettatori 4.350.000.[5]

## Dolce Melissa
- Scritto da: Liz Cackowski
- Diretto da: Phil Traill

### Trama
Phil e Carol fanno la conoscenza della nuova arrivata, Melissa. Phil prova una forte attrazione fisica nei confronti della ragazza, e cerca in tutti i modi di restare da solo con lei. Al contrario Melissa, pur sentendo la mancanza del contatto fisico con un uomo, non vuole rovinare il "matrimonio" di Phil e Carol. Una sera Phil va da Carol con l'intenzione di divorziare, ma la moglie gli mostra un disegno a forma di cuore con i loro volti e spiega che un matrimonio in frantumi non va gettato via, ma ricostruito pian piano con la collaborazione di entrambi. Dopo questo discorso Phil non se la sente di ferire ulteriormente i sentimenti di Carol, e mette da parte la proposta di divorzio.
- Ascolti USA: telespettatori 3.760.000.[6]

## Schiaccia il furbacchione
- Scritto da: John Solomon
- Diretto da: John Solomon

### Trama
Phil cerca di convincere Carol a permettergli di andare a letto con Melissa, dicendole che non vuole che i loro figli si accoppino tra loro e che per il bene dell'umanità farà ciò che è necessario. Purtroppo le rivela anche che Melissa è continuamente eccitata sessualmente, e Carol e Melissa litigano. Phil cerca di rimediare organizzando una festa, e Carol e Melissa accettano infine di lasciare che Melissa e Phil abbiano dei rapporti sessuali. Phil organizza una romantica fuga per lui e Melissa, ma proprio quando cominciano a baciarsi sentono il rumore di auto, dalla quale scende un uomo, Todd.
- Ascolti USA: telespettatori 4.550.000.[7]
- Altri interpreti: Mel Rodriguez (Todd)

## Un tipo grosso grosso
- Scritto da: Michael Patrick Jann
- Diretto da: Tim McAuliffe

### Trama
Carol cerca di far mettere insieme Todd e Melissa, mentre Phil cerca di farli separare. Involontariamente è grazie a Phil se alla fine i due si baciano.
- Ascolti USA: 4.420.000.[7]

## Lei mi fa impazzire
- Scritto da: David Noel
- Diretto da: Peter Atencio

### Trama
Il fatto che Melissa e Todd stiano insieme fa impazzire Phil, che porta Todd nel deserto, dove progetta di abbandonarlo; alla fine però si convince a riportarlo in città.
- Ascolti USA: telespettatori 3.400.000.[8]

## Trasloco
- Scritto da: Liz Cackowski
- Diretto da: Claire Scanlon

### Trama
Phil è stufo che Todd sia sempre al centro dell'attenzione e cerca un modo per farsi notare da Melissa; una mattina trova una mucca e la porta orgoglioso da Carol, Melissa e Todd con l'intenzione di ucciderla e preparare delle bistecche, ma gli altri si oppongono e vogliono sfruttare la mucca per il latte; nel frattempo Carol cerca di convincere Phil ad andare a vivere insieme come una vera coppia.
- Ascolti USA: telespettatori 3.330.000.[8]

## Ricominciare
- Scritto da: Tim McAuliffe
- Diretto da: John Solomon

### Trama
Phil è fuori a comprare alcune cose per Carol quando chiede a Dio di concedergli una seconda possibilità. Immediatamente appare una macchina dalla quale scendono due donne, Erica e Gail. Phil dice loro di essere vedovo, da loro un falso cognome e afferma di essere l'unica persona rimasta. I tre cenano insieme e bevono, e dopo cena decidono di andare a fare il bagno nudi; ma sulla strada incontrano Carol, Todd e Melissa.
- Ascolti USA: telespettatori 3.220.000.[9]
- Altri interpreti: Cleopatra Coleman (Erica), Mary Steenburgen (Gail)

## Zuffe per nulla
- Scritto da: Emily Spivey
- Diretto da: Chris Koch

### Trama
Tutti sono arrabbiati con Phil e lo evitano. Carol inoltre prova rancore verso Erica e Gail. Phil affronta il gruppo e racconta la verità su tutte le bugie da lui dette, incluso il fatto che non ha mai voluto sposare Carol. Carol, che è un notaio, chiede a Phil il divorzio, poi lo perdona e lo invita a tornare a vivere insieme a loro.
- Ascolti USA: telespettatori 3.370.000.[9]
- Altri interpreti: Mary Steenburgen (Gail)

## Trasferito a  Tampa
- Scritto da: Erik Durbin
- Diretto da: Jason Woliner

### Trama
Il futuro di Phil, dopo il divorzio, si prospetta roseo dal momento che sia Gail che Erica gli hanno chiesto un appuntamento. Phil, per depistare eventuali altri sopravvissuti, scrive su un enorme cartellone pubblicitario "Moved to Tampa", ma la scala usata per salire sul cartellone scivola, lasciandolo a parecchi metri d'altezza, impossibilitato a scendere. Per sua sfortuna Phil scopre però di non essere l'unico scapolo di Tucson, e nemmeno l'ultimo "Phil Miller" rimasto al mondo. 
- Ascolti USA: telespettatori 3.410.000.[10]
- Altri interpreti: Mary Steenburgen (Gail), Boris Kodjoe (Phil Miller)

## La lattina di Tandy
- Scritto da: Matt Marshall
- Diretto da: Claire Scanlon

### Trama
La tensione nel gruppo continua a crescere al punto che Phil Tandy viene rimosso dal suo incarico di presidente degli Stati Uniti. Todd e Melissa mettono fine alla loro relazione. Nel frattempo, le altre tre donne cercano di far colpo sul nuovo Phil, ed è Carol a conquistarlo. Tutta la situazione porta Phil e Todd a pianificare di uccidere il nuovo Phil.
- Ascolti USA: telespettatori 3.290.000.[11]
- Altri interpreti: Mary Steenburgen (Gail), Boris Kodjoe (Phil Miller)

## Al diavolo la Luna
- Scritto da: Erik Durbin & John Solomon
- Diretto da: John Solomon

### Trama
Dopo che Phil Tandy distrugge la lampada di Phil, quest'ultimo caccia via Phil Tandy dalla città. Carol si reca in cerca di Phil Tandy e decide di restare con lui e cominciare insieme una nuova vita. Phil rivela a Carol di aver avuto un fratello, e nel finale un astronauta chiamato Miller cerca di contattare Houston dalla Stazione Spaziale Internazionale.
- Ascolti USA: telespettatori 3.510.000[12]
- Altri interpreti: Mary Steenburgen (Gail), Boris Kodjoe (Phil Miller), Jason Sudeikis (astronauta Miller)